# 波利斯泰纳
波利斯泰纳（義大利語：Polistena），是意大利雷焦卡拉布里亚省的一个市镇。总面积11.7平方公里，人口11525人，人口密度985.0人/平方公里（2009年）。ISTAT代码为080061。